# 阿斯滕
阿斯滕（荷蘭語：Asten）是位於荷蘭南部的一個市鎮和城市，位於北布拉班特省。阿斯滕是荷蘭皇家鐘廠的所在地，並且還有一個鐘琴博物館。

## 外部連結
- 维基共享资源上的相關多媒體資源：阿斯滕
- Official website （页面存档备份，存于）
- Website National Carillon-museum （页面存档备份，存于）